# Ernst Röhm
Ernst Julius Günther Röhm  (Múnich, 28 de noviembre de 1887-ibídem, 1 de julio de 1934) fue un militar alemán, cofundador y comandante en jefe de las SA (1931-1934), y ministro sin cartera del gabinete de Adolf Hitler (1933).

## Biografía
Nació en el seno de una familia de escasos recursos asociada al ámbito ferroviario, siendo el menor de tres hermanos. Su padre, sin ser un militar de tradición, le impuso una vida de corte castrense en su hogar con el fin de endurecer su carácter. Lo hizo ingresar en el 10.º Regimiento Bávaro  de Infantería  Real Prinz Ludwig en Ingolstadt en 1906, licenciándose en 1908.
Sirvió como teniente primero en las filas bávaras durante la Primera Guerra Mundial, donde destacó por su valentía en combate, siendo gravemente herido en la cara en 1914 en la Lorena francesa. Posteriormente, en 1917, siendo oficial con el grado de capitán del Estado Mayor recibió un disparo en el pecho en Thiaumont, Verdún. Al final de la guerra contrajo la temida, y mal llamada, gripe española. En 1918 se unió al Freikorps, una milicia nacionalista, autoorganizada, autónoma, antibolchevique y disidente de la República de Weimar. Fue admitido en la Reichswehr, siendo oficial adjunto del mariscal Franz Ritter von Epp. 
En 1920 ingresó en el Partido Obrero Alemán y organizó las SA (Sturmabteilung). Estableció un vínculo de amistad con el hasta entonces desconocido político  Adolf Hitler, quien lo invitó a adherirse al nuevo Partido Nacional Socialista Alemán de los Trabajadores (NSDAP) reclutándolo como informante. Röhm, quien consideraba que el Tratado de Versalles era una humillación para Alemania, pasó a formar un vínculo cercano a Hitler. En 1923 demostró su lealtad a Hitler participando en el Putsch de Múnich contra la República de Weimar. Tras el fracaso de éste, fue encarcelado y sentenciado,  pasando quince meses de prisión. En 1925 reconstruyó junto con Hitler el NSDAP, que se había disgregado. Para ese momento, las profundas diferencias de personalidad entre Hitler y Röhm hicieron que se mantuviera aparte de la maquinaria nazi, pero siguió al mando de las SA hasta 1928.

## Su estancia en Bolivia

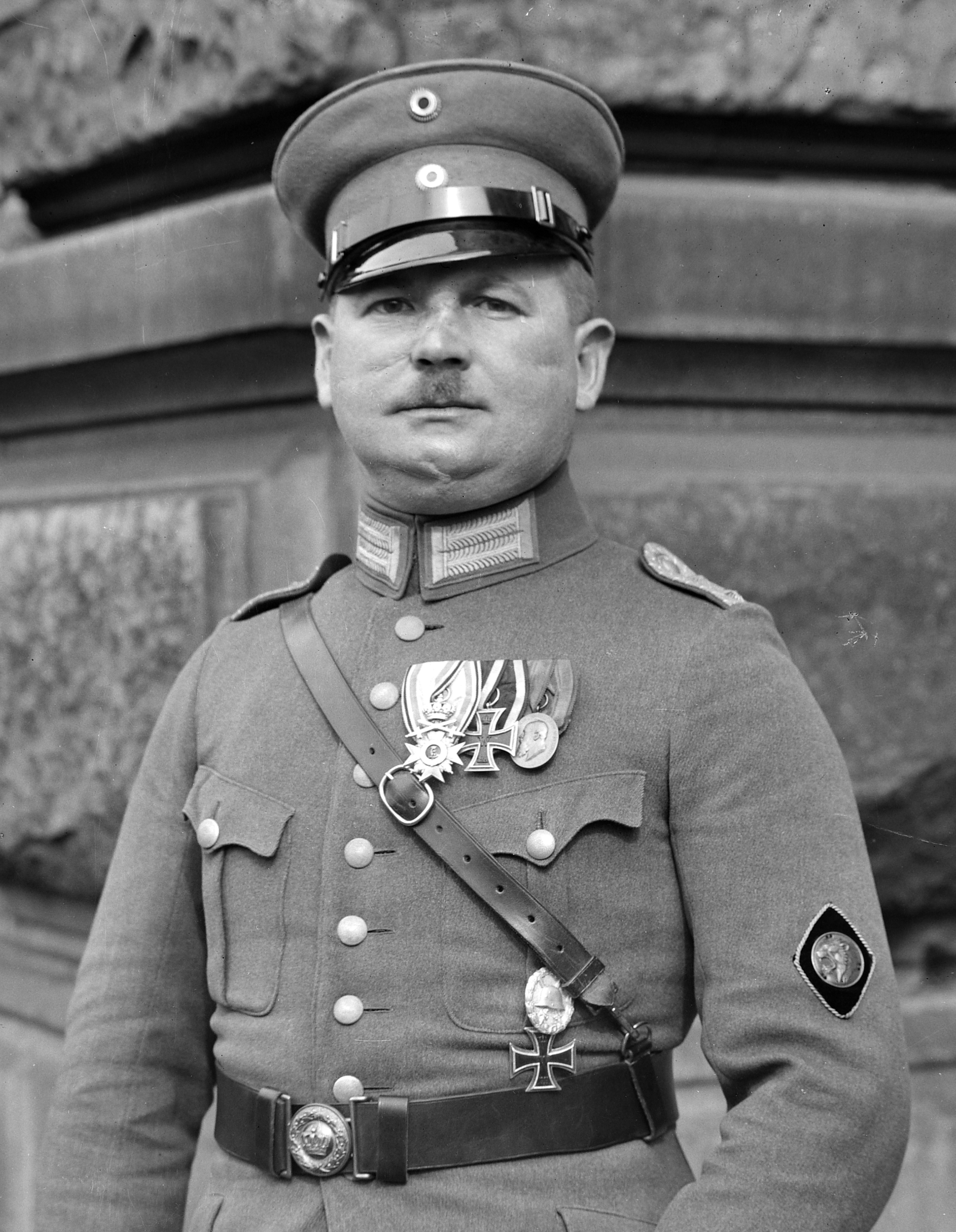
Ernst Röhm en 1924.

Enfrentado con la dirección del movimiento nazi, en 1928 partió a Bolivia a prestar servicios como asesor militar en la etapa previa a la Guerra del Chaco, bajo las órdenes del general alemán Hans Kundt. Siempre se consideró un soldado y no un político. En Bolivia se desempeñó con el rango de teniente coronel en el Ejército boliviano, donde ejerció como instructor militar, especialmente en la reestructuración de la Escuela de Clases (de suboficiales y sargentos) y luego como jefe de Estado Mayor de la 1.ª División de Ejército, asentada en Oruro. Llegó a Bolivia el 5 de enero de 1929. Sus posibilidades de ascenso parecían ser muy rápidas e intentó desplazar a Kundt. Éste, al darse cuenta, comenzó a enviarlo como inspector, entrenador o instructor a lugares lejanos como El Chaco, Uyuni, Oruro, etc. En Bolivia, la rivalidad y los enfrentamientos entre Röhm y Kundt alcanzaron su punto más alto cuando el presidente Siles quiso prorrogarse en el poder y hubo un intento de golpe de Estado. Kundt, como su jefe de Estado Mayor, permaneció a su lado. Röhm se mantuvo con los golpistas, como jefe del Estado Mayor de la Primera División de Ejército en Oruro. Röhm afirmó que hizo esto porque decidió quedarse con el pueblo, aunque aparentemente los golpistas bajo el mando del general Carlos Blanco Galindo le ofrecieron ser jefe de Estado Mayor del Ejército, reemplazando así a Kundt. En octubre de 1930, tras una acalorada discusión con Kundt, regresó a Alemania. Este evento coincidió con la solicitud del propio Hitler de retornar a Alemania y tomar el mando del Estado Mayor de las SA, cargo que asumió el 1 de abril de 1931, sucediendo en el mismo al propio Hitler tras la Revuelta de Stennes.

## Jefe de las SA

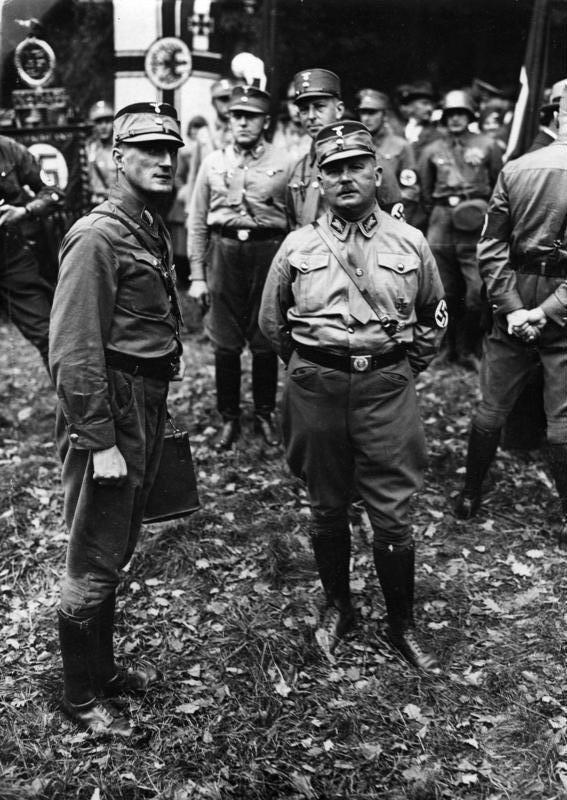
Ernst Röhm y sus ayudantes (1931).

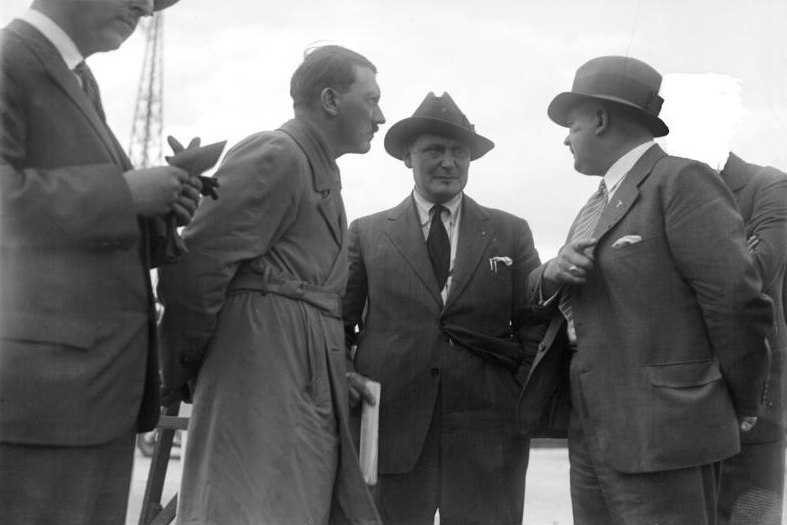
Röhm a la derecha junto a Hitler y Göring (en el centro) en 1932. En el extremo derecho, una figura ha sido deliberadamente borrada de la foto.

En 1931, la República de Weimar lo ascendió a coronel, mientras desempeñaba el cargo designado por Hitler como líder de las SA.
Hacia 1933, las SA obtuvieron pronto un gran poder, poder que hizo envanecer a Röhm gracias al prestigio e influencia política como brazo armado del NSDAP, y sus adeptos aumentaron desde los 3500 efectivos iniciales hasta unos 70 000. Röhm pretendía obtener un mayor poder en la jerarquía nazi, aspirando a reemplazar con sus efectivos al mismísimo ejército alemán, la Reichswehr. Esto iba a traer graves consecuencias políticas para Hitler al sublevarse la Reichswehr.
Por medio de su segundo al mando, Heinrich Himmler, se granjeó la amistad del que fue, posteriormente, uno de los ideólogos del Holocausto, Reinhard Heydrich. Tal era la amistad que Röhm fue el padrino de sus hijos.

## Noche de los cuchillos largos
Röhm propuso a Hitler integrar a la Reichswehr en las SA, pero este se negó, ya que la maniobra resultaba muy peligrosa, políticamente, para el NSDAP. En enero de 1934 Röhm presionó con un memorando a Werner von Blomberg en el que pedía que las SA reemplazasen al ejército regular como fuerza nacional y que la Reichswehr se convirtiese en parte de las SA. Esto fue rechazado por Hitler nuevamente.
Röhm insistió en el tema y tomó iniciativas personales al respecto, en contra de lo que Hitler le había ordenado, y la Reichswehr estuvo a un paso de la sublevación.
El enfrentamiento con el ejército por la pretendida integración en las SA de la Reichswehr (1934) le causó graves conflictos políticos con Hitler. 
A su vez, Röhm se creó enemigos poderosos entre sus mismos círculos. Su segundo al mando Heinrich Himmler, Günther von Kluge, Hermann Göring y además su apadrinado Reinhard Heydrich conspiraron en conjunto en su caída; se le involucró en un supuesto (y falso) plan junto con Gregor Strasser para derrocar a Hitler, lo que sumado a su condición homosexual, incompatible con los ideales nazis, provocó la ruptura definitiva con la facción mayoritaria del NSDAP.
Himmler y su ayudante Reinhard Heydrich, jefe del Servicio de Seguridad de las SS, redactaron un expediente falso con pruebas de que Röhm había recibido del gobierno francés unos doce millones de marcos para derrocar a Hitler. Los principales oficiales de las SS recibieron el 24 de junio el expediente falsificado, en el que se mostraba cómo pretendía usar Röhm a las SA contra el gobierno, lo que pasó a conocerse como Röhm-Putsch, o el Golpe de Röhm. La purga estaba en marcha. Mientras, Göring, Himmler, Heydrich y Lutze -por órdenes de Hitler- crearon listas de personas pertenecientes a la SA y otras sin vinculación con el grupo a las que querían hacer desaparecer. 
El 27 de junio Hitler se aseguró la cooperación del ejército en la purga. Blomberg y el general Walter von Reichenau consiguieron expulsar a Röhm de la Liga de Oficiales Alemanes y pusieron al ejército en alerta. Hitler llamó al adjunto de las SA de Röhm en Bad Wiessee y ordenó a los jefes de las SA que se reuniesen en el Hotel Hanselbauer con él, el 30 de junio.
Las SA de Röhm siguieron existiendo, aunque sin la importancia que habían tenido hasta la fecha; una parte pasó a integrar las SS y otra parte quedó vigilada por las SD de Heydrich, quienes pronto pasaron a formar parte de las SS. Paradójicamente, Himmler mismo abogó más tarde por reemplazar al Heer (Ejército Alemán) por las SS terminada la guerra total.

## Detención y asesinato
Röhm fue detenido por orden expresa de Hitler el 30 de junio de 1934 en el Hotel Hanselbauer en Bad Wiessee, y confinado en la Prisión Stadelheim. Mientras tanto, el caudillo nazi se deshizo de sus opositores internos en la llamada «noche de los cuchillos largos». Gran parte de esos opositores pertenecían o a las SA o a la llamada «ala izquierda» del NSDAP, como los hermanos Otto y Gregor Strasser.
Adolf Hitler, pasada la tensión del episodio, sopesó un tanto la situación de su ex camarada y trató de alguna manera de salvarle la vida, en virtud de los pasados y leales servicios prestados por este. Sin embargo, Hermann Göring y Heinrich Himmler lo convencieron de la inutilidad de su defensa. Hitler le ofreció la posibilidad de un suicidio honroso, ofreciéndole una pistola por intermedio de un mensajero; pero Röhm no aceptó, le respondió con el mensajero que si lo quería muerto lo matara él mismo. Por lo cual fue asesinado a balazos por dos agentes de las SD, Theodor Eicke y Michael Lippert, en su celda, a los que recibió con los puños en alto y actitud de pelea.

## Personalidad
Se consideraba a sí mismo como un personaje leal, soldado ante todo y con convicciones propias muy firmes, entre ingenuas y testarudas, además de muy controvertido, de espíritu arrogante e impulsivo y de carácter irascible. 
No ocultaba su homosexualidad, que expresaba de manera viril, lo que en la «noche de los cuchillos largos» fue un argumento más para asesinarlo. Hitler argumentó que él no se enteró de la homosexualidad de Röhm, uno de sus más íntimos colaboradores, hasta 1934 —un chiste de la época cuenta que Hitler se mostró tan escandalizado al enterarse de la homosexualidad de Röhm (uno de los pocos amigos que lo tuteaban) que la gente se preguntaba: «¿Cómo se pondrá cuando se entere de que Göring es gordo y de que Goebbels cojea?»—. Un tiempo después del asesinato de Röhm, aumentó selectiva y drásticamente la persecución de los homosexuales en Alemania. Se agravaron las penas del artículo § 175 en 1935.